# Кролики (Ногінський район)
Село Кролики входить до складу міського поселення Електроуглі

## Населення
Станом на 2010 рік у селі проживало 8 людей

## Історія
У 2005 році село увійшло до складу міста Електроуглі